# Rhysotoechia multiscapa
Rhysotoechia multiscapa är en kinesträdsväxtart som beskrevs av B. Etman. Rhysotoechia multiscapa ingår i släktet Rhysotoechia och familjen kinesträdsväxter. Inga underarter finns listade i Catalogue of Life.